# ۱۰۳۷ (خورشیدی)
۱۰۳۷ هزار و سی و هفتمین سال هجری خورشیدی است.